# Länsväg 116
De Zweedse weg 116 (Zweeds: Länsväg 116) is een provinciale weg in de provincies Skåne län, Blekinge län en Kronobergs län in Zweden en is circa 44 kilometer lang. De weg ligt in het zuidelijke deel van Zweden.

## Plaatsen langs de weg
- Bromölla
- Näsum
- Jämshög
- Olofström
- Kyrkhult

## Knooppunten
- E22 bij Bromölla (begin)
- Riksväg 15/Länsväg 121: start gezamenlijk tracé, bij Jämshög
- Riksväg 15/Länsväg 121: einde gezamenlijk tracé, bij Olofström
- Länsväg 126